# Anastasis (zespół muzyczny)
Anastasis – polski zespół grający muzykę z pogranicza nu metal/industrial metal założony w 1998 w Legnicy.

## Historia

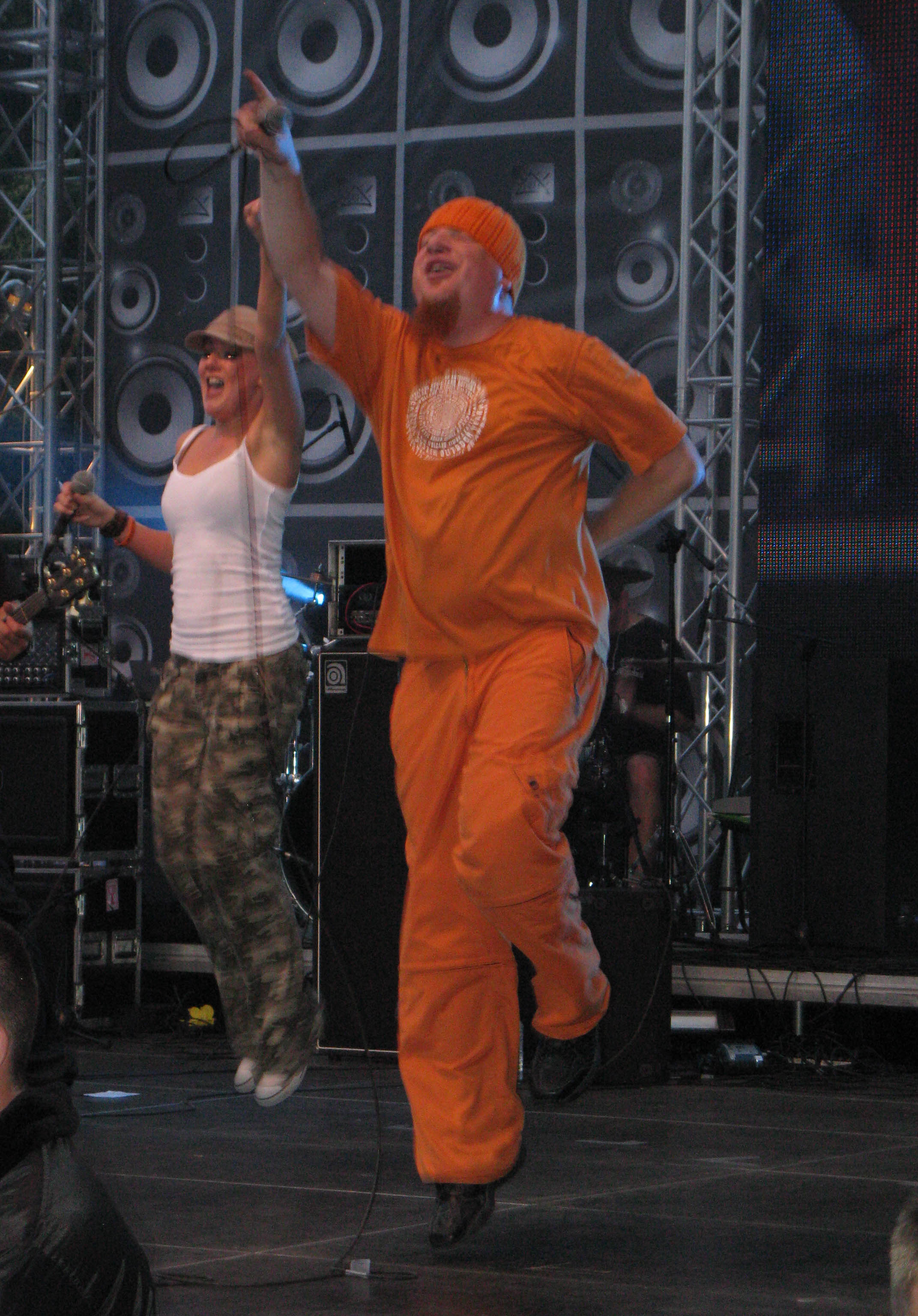
Marta Kołodziejczyk i Jerzy Cynamon Delwo

Zespół łączy muzykę metalową z tekstami z przesłaniem chrześcijańskim. Kariera Anastasis wiąże się z festiwalem Song of Songs. Zespół wystąpił na nim w latach 2001, 2002, 2003, 2004, 2005, 2007 i 2008. 
W 2003 wydali debiutancką płytę Anastasis z Dawidem Zającem, który gra z zespołem Neony. W 2006 nagrali kolejną płytę zatytułowaną Jutro. 
W 2008 do zespołu dołączyła nowa wokalistka Marta Kołodziejczyk. Zagrała z nimi kilkanaście koncertów oraz nagrali wspólnie singiel.
W 2012 dołączył do grupy wokalista zespołu Amokh. Dobrze znanego w środowisku Legnickim- Waldemara Bolesta. Pod koniec roku z zespołu odszedł Marek Zapaśnik. Jego miejsce zajął gitarzysta Daniel Jarzębak z zespołu Ktoto. Pierwszy koncert w takim składzie zagrali na Wielkiej Orkiestrze Świątecznej Pomocy na Legnickim rynku.
W 2016 roku zespół zapowiedział prace nad nowym, anglojęzycznym albumem, do składu dołączył Mateusz Radomski, znany z występów z zespołem Miasto Gniewu.
Latem 2018 roku powstał singiel „TRUST”, zapowiadający ww. album, na którym znalazły się 3 utwory w języku angielskim oraz wersja utworu „TRUST” w języku polskim.

## Skład
- Mateusz Radomski – wokal
- Jurek Rymarczuk (Rymarz) – gitara
- Daniel Jarzębak – gitara
- Tomek Terlega (Toudi) – gitara basowa, drugi wokal
- David Wojciechowski – perkusja

### Byli członkowie
- Tomek Ziemba (Stożek) – perkusja
- Marta Kołodziejczyk – wokal
- Marek Zapaśnik – gitara
- David Zając Vlado – wokal, instrumenty klawiszowe
- Jurek Delwo (Cynamon) – teksty i wokal
- Waldek Bolesta

## Dyskografia
- 2003 – singiel "Srebrny kurz"
- 2004 – long play "Anastasis"
- 2005 – maxi singiel "Chcę tak jak On"
- 2006 – long play "Jutro..."
- 2008 – maxi singiel "X lat"
- 2014 – long play "2014"
- 2018 – singiel "TRUST"